# Тонвиль
Тонви́ль (фр. Thonville) — коммуна во французском департаменте Мозель региона Лотарингия. Относится к кантону Фолькемон.

## Географическое положение
Тонвиль расположен в 32 км к северо-востоку от Меца. Соседние коммуны: Тикур и Менвиллер на севере, Аделанж на северо-востоке, Эншвиль и Виллер на востоке, Ландроф и Сюис на юго-востоке, Брюланж на юге, Арренкур на юго-западе, Мани на северо-западе.

## История
- Коммуна была зависима от провинции трёх епископатов.
- Входила в мозельские земли.
- Тонвиль был отделён от Брюланжа в 1985 году.

## Демография
По переписи 2008 года в коммуне проживал 41 человек. 